# Blofelds kat
Blofelds kat is een witogige Turkse angora of Perzische kat uit de James Bondfilmreeks. De kat behoort toe aan Ernst Stavro Blofeld en verscheen in meerdere films.

## Achtergrond
De kat verscheen voor het eerst in From Russia With Love (1963), en was daar enkel in de hand van Blofeld te zien. Hetzelfde geldt ook voor de film Thunderball (1965). In de film You Only Live Twice (1967) waren Blofeld en zijn kat voor het eerst volledig in beeld. In de vervolgfilms On Her Majesty's Secret Service (1969) en Diamonds Are Forever (1971) verscheen de kat eveneens aan de zijde van Blofeld. Nadat Harry Saltzman en Kevin McClory een conflict kregen over de rechten van SPECTRE, verdwenen Blofeld en de kat uit de filmreeks. In de film For Your Eyes Only (1981) was de kater voor de laatste keer voor een lange tijd te zien en kwam Blofeld (vermoedelijk) om het leven. In de officieuze James Bondfilm Never Say Never Again (1983) was de kat ook te zien.
In de film Spectre (2015) keerde de kat weer terug aan de zijde van Franz Oberhauser, gespeeld door Christoph Waltz. Nadat bleek dat Oberhauser de geboortenaam was van Blofeld, werd ook onthuld dat deze Blofeld de kat aan zijn zijde heeft. Na het opblazen van het hoofdkwartier van SPECTRE en de arrestatie van Blofeld, is het onduidelijk waar de kat was gebleven. De film No Time to Die (2021) was de eerste waarin Blofeld wel was te zien, maar de kat niet.